# Les Anges gardiens (film, 1974)
Pour les articles homonymes, voir Les Anges gardiens.
Pour plus de détails, voir Fiche technique et Distribution.
Les Anges gardiens (Freebie and the Bean) est un film américain réalisé par Richard Rush, sorti en 1974.

## Synopsis
Freebie et Bean sont des flics en civil au service de la police de San Francisco. Leur principal objectif est de coincer Red Meyers, chef d'un important réseau de racket. Ils apprennent que des tueurs à gages ont pris pour cible le truand. Les deux policiers vont devoir protéger à son insu Meyers, le temps que le procureur puisse émettre un mandat d'amener à son encontre.

## Fiche technique
- Titre français : Les Anges gardiens
- Titre original : Freebie and the Bean
- Réalisation : Richard Rush
- Scénario : Robert Kaufman, basé sur une histoire de Floyd Mutrux
- Musique : Dominic Frontiere
- Photographie : László Kovács
- Montage : Michael S. McLean et Fredric Steinkamp
- Production : Richard Rush
- Société de production et de distribution : Warner Bros.
- Pays de production :  États-Unis
- Langue : Anglais
- Format : couleur - mono - 35 mm - 2.35:1
- Genre : policier, comédie
- Date de sortie : 
  - États-Unis : 25 décembre 1974
  - France : 5 février 1975

## Distribution
- James Caan (VF : Philippe Nicaud) : Freebie
- Alan Arkin (VF : Maurice Sarfati) : Bean
- Jack Kruschen (VF : Henry Djanik) : Red Meyers
- Valerie Harper (VF : Évelyn Séléna) : Consuelo
- Loretta Swit : Mildred
- Mike Kellin (VF : Serge Sauvion) : le lieutenant Rosen
- Alex Rocco (VF : Jean-Claude Michel) : le procureur
- Paul Koslo (VF : Dominique Collignon-Maurin) : Whitey
- Monty Stickles (VF : Jacques Deschamps) : le bagarreur texan
- John Garwood : le chauffeur
- Linda Marsh : Barbara
- Sacheen Littlefeather

## Récompenses
- Valerie Harper a été nommée pour la meilleure révélation de l'année lors de la cérémonie des  Golden Globe 1975.

## Série télévisée
Une série télévisée, Freebie and the Bean, fut tirée du film six ans après sa sortie. Tom Mason y reprenait le rôle de James Caan et Héctor Elizondo celui d'Alan Arkin. Seuls 9 épisodes furent diffusés chaque samedi soir sur la chaîne américaine CBS, de décembre 1980 à janvier 1981. Le feuilleton demeure inédit en France.